# گل آفتابگردون (آلبوم)
گل آفتابگردون نام اولین آلبوم گروه آریان است که در سال ۱۳۷۹ منتشر شد. تنظیم آهنگ‌های این آلبوم را نینف امیرخاص انجام داده و عمده ترانه های آن را علی پهلوان سروده و ترانه‌ها با صدای علی پهلوان و پیام صالحی اجرا شده‌اند.